# Issy-l’Évêque
Issy-l’Évêque település Franciaországban, Saône-et-Loire megyében. Lakosainak száma 689 fő (2022. január 1.). Issy-l’Évêque Luzy, La Chapelle-au-Mans, Cuzy, Grury, Marly-sous-Issy, Montmort, Sainte-Radegonde és Uxeau községekkel határos.

## Népesség
A település népességének változása:
| Lakosok száma | 781  | 758  | 742  | 706  | 703  | 697  | 688  | 687  | 689  |
|               | 2013 | 2015 | 2016 | 2017 | 2018 | 2019 | 2020 | 2021 | 2022 |